# جيري ريتشاردسون
جيري ريتشاردسون (بالإنجليزية: Jerry Richardson)‏ هو لاعب كرة قدم أمريكية أمريكي، ولد في 11 يوليو 1936 في سبرينغ هوب في الولايات المتحدة.

## وصلات خارجية
- جيري ريتشاردسون على موقع مرجع كرة القدم المحترفة.كوم (الإنجليزية)
- جيري ريتشاردسون على موقع قاعة كارولاينا الشمالية للمشاهير الرياضية (الإنجليزية)